# Alquilación de Enders SAMP/RAMP de hidrazonas
La reacción de alquilación de hidrazona SAMP / RAMP de Enders es una reacción asimétrica de formación de enlaces carbono-carbono facilitada por auxiliares quirales de pirrolidina. Fue iniciado por E. J. Corey y D. Enders en 1976. Este método suele ser una secuencia de tres pasos. El primer paso es formar la hidrazona entre (S) -1-amino-2-metoximetilpirrolidina (SAMP) o (R) -1-amino-2-metoximetilpirrolidina (RAMP) y una cetona o aldehído. Posteriormente, la hidrazona se desprotona con diisopropilamida de litio (LDA) para formar un azaenolato, que reacciona con haluros de alquilo u otros electrófilos adecuados para dar especies de hidrazona alquilada con la generación simultánea de un nuevo centro quiral. Finalmente, la cetona o aldehído alquilado se puede regenerar por ozonólisis o hidrólisis.
Esta reacción es una técnica útil para la α-alquilación asimétrica de cetonas y aldehídos, que son intermedios sintéticos comunes para productos naturales de interés medicinal y otros compuestos orgánicos relacionados. Estos productos naturales incluyen (-) - C10-desmetil arteannuína B, el análogo estructural de la artemisinina antipalúdica, el metabolito tipo polipropionato (-) - denticulatina A y B aislados de Siphonaria denticulata, ácido zaragózico A, un potente inhibidor de la síntesis de esteroles, y epotilona A y B, que han demostrado ser medicamentos contra el cáncer muy eficaces.

## Historia
La formación regioselectiva y estereoselectiva de enlaces carbono-carbono adyacentes al grupo carbonilo es un procedimiento importante en química orgánica. La reacción de alquilación de enolatos ha sido el foco principal del campo. Tanto A. G. Myers como D. A. Evans desarrollaron reacciones de alquilación asimétricas para enolatos.
La aparente deficiencia de las reacciones de alquilación de enolato es la sobrealquilación, incluso si la cantidad de base añadida para la enolización, así como la temperatura de reacción, se controlan cuidadosamente. La formación de cetena durante el proceso de desprotonación para sustratos que poseen oxazolidinona de Evans es también una reacción secundaria principal para las reacciones de alquilación relacionadas. El desarrollo en el campo de la química de las enaminas y la utilización de derivados imínicos de enolatos logró proporcionar una alternativa para las reacciones de alquilación de enolato.
En 1963, G. Stork informó sobre la primera reacción de alquilación de enamina para cetonas: reacción de alquilación de enamina de Stork..
En 1976, Meyers informó sobre la primera reacción de alquilación de azaenolatos metalados de hidrazonas con un auxiliar a base de aminoácidos acíclicos. En comparación con los compuestos de carbonilo libres y las especies de enaminas quirales reportadas anteriormente, las hidrazonas exhiben mayor reactividad, regioselectividad y estereoselectividad.
La combinación de derivados de aminoácidos cíclicos (SAMP y RAMP) y las poderosas técnicas de hidrazona fueron iniciadas por E. J. Corey y D. Enders en 1976, y posteriormente fueron desarrolladas de forma independiente por D. Enders. Tanto SAMP como RAMP se sintetizan a partir de aminoácidos. La síntesis detallada de estos dos auxiliares se muestra a continuación..

## Mecanismo
La alquilación de hidrazona de Enders SAMP / RAMP comienza con la síntesis de la hidrazona a partir de una N, N-dialquilhidrazina y una cetona o aldehído.
A continuación, la hidrazona se desprotona en la posición del carbono α mediante una base fuerte, como la diisopropilamida de litio (LDA), lo que conduce a la formación de un anión estabilizado por resonancia: un azaenolato. Este anión es un nucleófilo muy bueno y ataca fácilmente a los electrófilos, como los haluros de alquilo, para generar hidrazonas alquiladas con la creación simultánea de un nuevo centro quiral en el carbono α.

## Estereoquímica

### Estereoquímica del azaenolato
Después de la desprotonación, la imina se convierte en un azaenolato con catión de litio quela tanto el nitrógeno como el oxígeno. Hay dos opciones posibles para la quelación de litio. Uno es que el litio es antiperiplanar al enlace C = C (de color azul), lo que lleva a la conformación de ZC-N; el otro es que el litio y el enlace C = C están en el mismo lado del enlace C-N (de color rojo), lo que conduce al conformador EC-N. También hay dos orientaciones disponibles para el nitrógeno quelante y el grupo R2, que son EC = C o ZC = C. Esto conduce a cuatro posibles intermedios de azaenolato (A, B, C y D) para la reacción de alquilación de hidrazona SAMP / RAMP de Enders..
Los experimentos y cálculos muestran que un estereoisómero específico del azaenolato se ve favorecido sobre los otros tres posibles candidatos. Por lo tanto, aunque cuatro isómeros son posibles para el azaenolato, solo uno (el azaenolato A) con la estereoquímica de sus dobles enlaces C = C siendo E y la de su enlace CN siendo Z, la estereoquímica es dominante (EC=CZC-N) para ambas cetonas cíclicas y acíclicas.

### Estereoquímica de alquilación
El azaenolato favorecido es la molécula de partida dominante para la posterior reacción de alquilación. Hay dos posibles caras de acceso para que cualquier electrófilo reaccione. La interacción estérica entre el anillo de pirrolidina y el reactivo electrófilo dificulta el ataque del electrófilo desde la cara superior. Por el contrario, cuando el electrófilo ataca desde la cara inferior, esta interacción desfavorable no existe. Por tanto, el ataque electrofílico procede de la cara estéricamente más accesible.

## Variantes
La quelación del catión litio con el grupo metoxi es una de las características más importantes del estado de transición para la reacción de alquilación de hidrazona de Enders. Es necesario tener este efecto de quelación para lograr una alta estereoselectividad. El desarrollo y la modificación de la reacción de alquilación de hidrazona de Enders se centran principalmente en la adición de más impedimentos estéricos en los anillos de pirrolidina tanto de SAMP como de RAMP, mientras se conserva el grupo metoxi para la quelación de litio.
Las cuatro variantes más famosas de SAMP y RAMP son SADP, SAEP, SAPP y RAMBO, cuyas estructuras se muestran a continuación.
En 2011, se sintetizaron y estudiaron varios carbamatos N-amino cíclicos para las reacciones asimétricas de alquilación de hidrazonas. Tanto la estereoquímica como la regioselectividad de las reacciones resultaron ser muy prometedoras. Estos nuevos compuestos consisten en una nueva clase de auxiliar quiral basado en la estructura del carbamato y, por lo tanto, ya no pertenecen a la familia de SAMP y RAMP. Pero proporcionan alternativas muy poderosas a los sistemas tradicionales de pirrolidina.

## Alcance
Las hidrazonas suelen ser muy estables frente a la hidrólisis u otras condiciones de solvólisis, lo que sugiere que requieren condiciones de reacción bastante vigorosas para desprenderse de los productos. Hasta ahora, se han reportado tres tipos de métodos para escindir las hidrazonas. La escisión oxidativa es el método utilizado con más frecuencia debido a sus altos rendimientos, pero la mayoría de los oxidantes incorporados también reaccionarían con los restos olefínicos y otros grupos funcionales oxidables. Los oxidantes más utilizados son el ozono, el peryodato de sodio, el mCPBA y el ácido peracético. Muchos de ellos son capaces de escindir olefinas ricas en electrones e inducir la oxidación de Baeyer-Villiger.
Aunque la escisión hidrolítica es el método más suave, normalmente los bajos rendimientos para sustratos relativamente complicados son un gran problema. Los reactivos que se utilizan con frecuencia son el yoduro de metilo con cloruro de hidrógeno acuoso, sales cúpricas y otros ácidos de Lewis. La escisión reductora solo está restringida a un puñado de sustratos especiales, como las hidrazonas a base de ferroceno.
Para esas hidrazonas basadas en carbamato, la escisión es mucho más fácil, posiblemente debido a la disminución de la densidad de electrones causada por el grupo carbonilo adyacente a uno de los dos nitrógenos. Con la adición de ácido tosílico, los compuestos de hidrazona se pueden transformar en las cetonas correspondientes con rendimientos casi cuantitativos..

## Condiciones
La reacción de alquilación de hidrazona de Ender generalmente se ejecuta a través de una secuencia de tres pasos. El primer paso debe ser siempre la síntesis de las hidrazonas. La cetona o el aldehído se mezcla con SAMP o RAMP y se deja reaccionar bajo argón durante 12 horas. La hidrazona bruta obtenida se purifica por destilación o recristalización. A 0 °C, la hidrazona se transfiere a la solución etérea de diisopropilamida de litio. Luego, esta mezcla se enfría a -110 °C y se agrega lentamente el halogenuro de alquilo. A continuación, se deja calentar esta mezcla a temperatura ambiente. Después de 12 horas de reacción a temperatura ambiente, la hidrazona alquilada bruta se deja reaccionar con ozono en un tubo Schlenk para romper el enlace C = N. Después de la destilación o cromatografía en columna, se puede obtener un producto de alquilación puro.

## Aplicaciones

### Síntesis del ácido zaragózico
K. C. Nicolaou y sus colaboradores en el Instituto de Investigación Scripps generaron la hidrazona quiral a través de la reacción de alquilación de hidrazona de Enders con alta estereoselectividad (de> 95%). La ozonólisis posterior y la reacción de Wittig dieron lugar al fragmento de cadena lateral del ácido zaragózico A, que es un potente medicamento para la enfermedad coronaria.

### Síntesis de denticulatinas A y B
Ziegler y colaboradores hicieron reaccionar un yoduro de alilo con el azaenolato para generar una cadena de hidrocarburo quiral. Para evitar la pérdida de la pureza enantiomérica del producto, los autores utilizaron acetato cúprico para regenerar el grupo carbonilo, obteniendo solo un rendimiento moderado para la escisión del enlace C = N pero una buena enantioselectividad (ee = 89%). La cetona se transformó después de varios pasos en las denticulatinas A y B, metabolitos tipo polipropionato aislados de Siphonaria denticulata.

### Síntesis del derivado de arteanuina
(-) - C10-desmetil arteannuína B es un análogo estructural de la artemisinina antipalúdica. Presenta una potente actividad antipalúdica incluso contra una cepa resistente a los medicamentos. Little y colaboradores obtuvieron la hidrazona alquilada en forma diastereoméricamente pura (de> 95%) a través de la reacción de alquilación de Enders. Este intermedio se elaboró luego en (-) - C10-desmetil arteannuina B.

### Síntesis de epotilona
Se ha reportado que las epotilonas A y B son fármacos contra el cáncer muy eficaces. Varios de sus derivados estructurales muestran una inhibición muy prometedora contra el cáncer de mama con efectos secundarios leves y algunos de ellos se encuentran ahora en fase de prueba. En 1997, K. C. Nicolaou y colaboradores informaron sobre la primera síntesis total de las epotilonas A y B. La reacción de alquilación de Ender se utilizó al comienzo de la síntesis para instalar el centro estereogénico en C8. La reacción procedió tanto con alto rendimiento como con alta diastereoselectividad.